# إدوارد دي سوزا
ادوارد دي سوزا (بالإنجليزية: Edward de Souza)‏ هو ممثل بريطاني، ولد في 4 سبتمبر 1932 بكينغستون أبون هال في المملكة المتحدة.

## أعمال

### أفلام
- (1977) الجاسوس الذي أحبني[5]
- (2014) السيد تيرنر[6][7]

## وصلات خارجية
- إدوارد دي سوزا على موقع IMDb (الإنجليزية)
- إدوارد دي سوزا على موقع ألو سيني (الفرنسية)
- إدوارد دي سوزا على موقع ميوزك برينز (الإنجليزية)
- إدوارد دي سوزا على موقع أول موفي (الإنجليزية)
- إدوارد دي سوزا على موقع قاعدة بيانات الأفلام السويدية (السويدية)
- إدوارد دي سوزا على موقع إن إن دي بي (الإنجليزية)
- إدوارد دي سوزا على موقع قاعدة بيانات الفيلم (الإنجليزية)
- إدوارد دي سوزا على موقع كينوبويسك (الروسية)